# Rapana venosa
Rapana venosa (nomeada, em inglêsː Thomas's rapa whelk, veined rapa whelk ou Asian rapa whelk; em francêsː Rapana veiné; em espanholː busano veteado; em italianoː cocozza ou bobolone; em neerlandêsː geaderde stekelhoren; com sua denominação de gênero, Rapana, vinda de rapa; cujo significado, em língua latina, é "beterraba") é uma espécie de molusco gastrópode marinho pertencente à família Muricidae e subfamília Rapaninae, na subclasse Caenogastropoda e ordem Neogastropoda; de habitat costeiro e estuarino, sendo predadora de mexilhões, ostras e amêijoas. Foi classificada por Achille Valenciennes, em 1846, como Purpura venosa, no texto "A. du Petit-Thouars, Voyage autour du monde sur la frégate la Venus pendant les années 1836–1839"; publicado no Atlas de Zoologie. Mollusques. Sua distribuição geográfica original incluía o mar do Japão, mar Amarelo, mar de Bohai e mar da China Oriental, no Extremo Oriente, pertencente ao oceano Pacífico; tornando-se uma espécie invasora na Europa (incluindo o mar Mediterrâneo, no mar Adriático e mar Egeu; mar Negro, mar de Azov e mar do Norte) e América (Estados Unidos, Argentina, Uruguai e Brasil), golfo Pérsico e mar Vermelho; pois ela é prolífica e extremamente versátil, tolerando baixas salinidades, poluição da água e águas deficientes em oxigênio ou com variação de temperatura. Alguns países conseguiram se adaptar a essa proliferação aproveitando a demanda dos mercados do Extremo Oriente, onde a carne desta Rapana é consumida para alimentação; representando a base de uma atividade pesqueira significativa em alguns países ao redor do mar Negro, da Geórgia à Turquia. A economia e globalização modernas são os vetores para o transporte, através dos oceanos, deste animal para novas regiões receptoras.

## Descrição da concha e habitat
Rapana venosa possui concha de 8 a 20 centímetros, de espiral moderadamente baixa e com voltas angulosas e volta terminal inflada, dotada de umbílico e curto canal sifonal; com o canto das espirais podendo ter nódulos pontiagudos e também esculpida com anéis espirais debilmente nodulosos sobre a sua superfície. A sua abertura é grande e ovalada, com columela larga e lisa, ambas geralmente de forte coloração alaranjada, amarela ou esbranquiçada; com a borda do lábio externo dotada de pequenos dentes, pequenos e alongados. Espécimes mais antigos têm seu lábio externo queimado. Por fora ela é de um tom marrom acinzentado ou avermelhado, com traços castanho escuros nos seus anéis espirais. Apresentam um amplo Opérculo castanho escuro, que lhe recobre a abertura em períodos de estiagem.

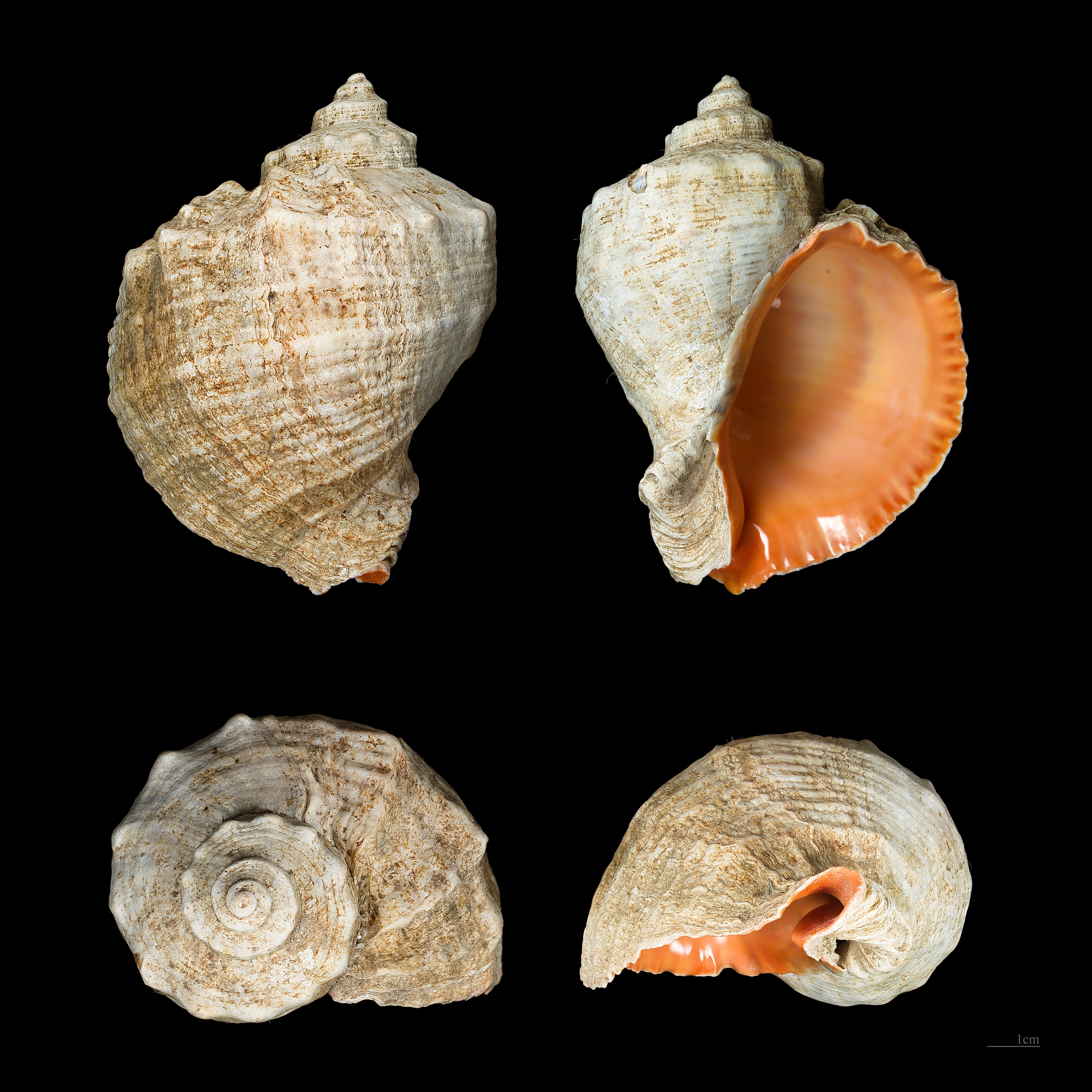
Quatro vistas da concha de R. venosa, de espécime coletado na península da Crimeia, mar Negro.

Esta espécie ocorre em áreas arenosas e substratos de fundo rochoso, e também em quebra-mares, a até 40 metros de profundidade. Populações em substrato rochoso têm conchas predominantemente de cor escura, sendo as populações de costas arenosas com uma maior frequência de conchas de coloração esbranquiçada ou marrom pálida. Todos os seus estágios larvais exibem tolerância de 48 horas a salinidades tão baixas quanto 15 ppt, com mortalidade mínima. Abaixo dessa salinidade, a sobrevida atinge valores mais baixos. Em sua região nativa coreana, ela demonstra grandes tolerâncias anuais de temperatura (de 4 °C a até 27 °C) e pode migrar para águas mais quentes e profundas no inverno, evitando assim as águas frias da superfície.

## Dispersão
Está citado que o espalhamento dessa espécie invasora, fora de sua distribuição original asiática, fora possível devido ao transporte de seu estágio larval, planctônico, juntamente com água de lastro dos cascos dos navios, ou que massas de ovos podem ter sido transportadas com produtos da agricultura marinha.

## Histórico de invasões deRapana venosa
- 1946 - Mar Negro; descrita, pela primeira, vez longe de sua região original de distribuição.[12]
- 1973 - Mar Adriático.[16]
- 1979 - Nova Zelândia; um relatório de ocorrência (Powell, p. 172) é apenas para conchas e implica o descarte de espécies não nativas, de navios, como seu provável vetor.[8]
- 1986 - Mar de Mármara e mar Egeu.[8]
- 1992 - Mar do Norte; um único relato de ocorrência, aproximadamente a 30 quilômetros ao sul do banco de areia Dogger (The Times, 26 de agosto).[8] Em setembro de 2005, o Museu de História Natural de Roterdão relatou a espécie na costa holandesa.[17]
- 1997 - França, baía de Quiberon, costa da Bretanha.[7][8]
- 1998 - Estados Unidos, baía de Chesapeake, oceano Atlântico.[8]
- 1999 - Argentina e Uruguai, rio da Prata, oceano Atlântico.[8][18]
- 2019 - Brasil; litoral do Rio Grande do Sul, entre a praia do Hermenegildo e praia do Cassino, perto da enseada do estuário da Lagoa dos Patos, região sul do Brasil.[12]

## Epibionte
Rapana venosa foi relatada como uma espécie epibionte, associada à tartaruga-verde Chelonia mydas, facilitando o seu potencial de dispersão. Por outro lado, quase todas as amostras de Rapana venosa, coletadas na região do Rio da Prata, também apresentaram epibiontes sobre a superfície de suas conchas, o que sugere um estilo de vida exposto. Porém, outros estudos, em campo e no laboratório, constataram que tais caramujos são noturnos e permanecem enterrados a maior parte do dia, evitando a colonização pelo biota epifaunal.